# Ponte di Westminster
Il ponte di Westminster (in inglese Westminster Bridge) è un'opera pedonale e carrabile che attraversa il fiume Tamigi tra Westminster, sulla riva nord, e Lambeth, sulla riva sud, a Londra. L'attuale struttura fu aperta nel 1862, in sostituzione di due precedenti attraversamenti e in particolare al posto di un ponte costruito nel 1750 che tendeva a deformarsi in maniera allarmante. Il ponte di Westminster è di ferro con sette arcate e decorazioni neogotiche attribuite a Charles Barry.
Il colore dominante del ponte è il verde, in assonanza con le sedute della Camera dei Comuni, che occupa la parte del Palazzo di Westminster ad esso più vicina e in contrasto col colore rosso del Lambeth Bridge che ricorda il rivestimento delle sedute della Camera dei Lord, situata nella parte più occidentale del vicino palazzo.
Il ponte successivo a valle è l'Hungerford Bridge mentre il primo a monte è il Lambeth Bridge.

## Storia
Per più di seicento anni, il ponte più vicino al centro della città (dove già si ergeva il London Bridge) si trovava a Kingston. Per ovviare a questo problema, nel 1664 si propose la costruzione di un ponte presso Westminster; quest'eventualità, tuttavia, fu fortemente avversata dai barcaioli e cittadini locali, che temevano non poco «l'edificazione del nuovo ponte tra Lambeth e Westminster che, così come concepito, avrebbe comportato diverse conseguenze nefaste per la City». Ulteriori polemiche ebbero luogo nel 1722, quando venne redatto un documento dove si discuteva della fattibilità del progetto, e - soprattutto - del pericolo che questo avrebbe comportato per il benessere dei barcaioli locali e per la navigabilità del fiume.
La Westminster settecentesca, tuttavia, era un quartiere in rapida crescita, e l'assenza di una comoda struttura - quale il ponte - utile ad attraversare il Tamigi iniziò a pesare sempre di più. Fu così che, nel 1735, finalmente il Westminster Bridge ricevette l'approvazione parlamentare.
Il ponte venne progettato da Charles Labelye, architetto svizzero naturalizzato; Andrews Jelfe e Samuel Tufnell vennero impiegati come capomastri, mentre James King come mastro carpentiere. Il progetto prevedeva una struttura in pietra basata su supporti in legno; nel 1739, tuttavia, una variante in corso d'opera impose la costruzione di un ponte interamente in pietra.
Il nuovo ponte - battezzato «Westminster Bridge» - venne inaugurato il 18 novembre 1750. Entusiastiche furono le recensioni: The Gentleman's Magazine lo descrisse come «un grandioso ornamento alla metropoli, che verrà ammirato e invidiato da tutti gli stranieri». Non mancarono, tuttavia, le voci pronte a manifestare il proprio scontento: furono in molti a lamentarsi della presenza di alcune nicchie, progettate per il brutto tempo, ma che avrebbero potuto offrire riparo anche ad accaniti rapinatori, che in questo modo potevano derubare agevolmente i turisti. Per ovviare a questo problema vennero prontamente insediate dodici sentinelle.

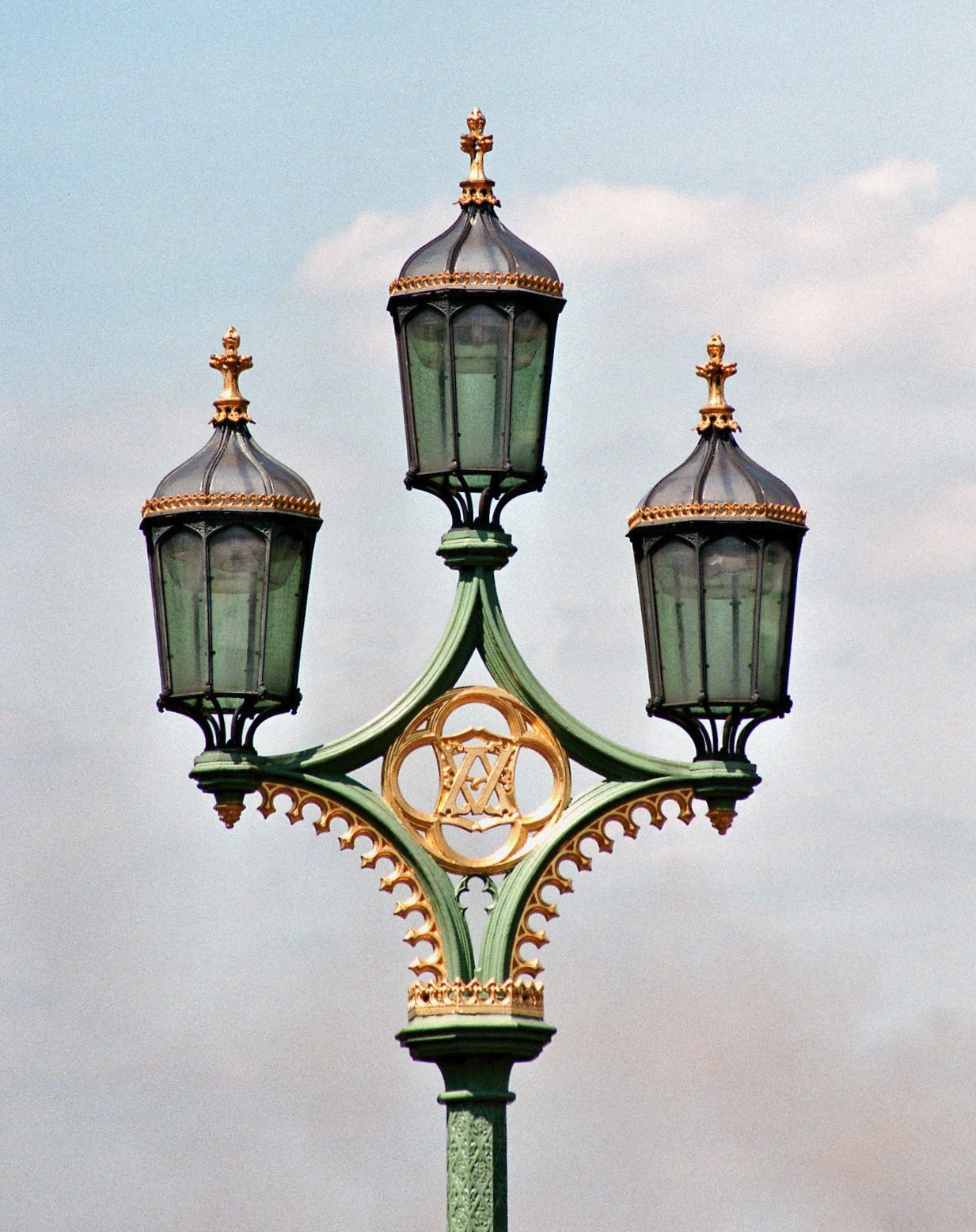
I lampioni del Westminster Bridge

Dal 1810 in poi il Westminster Bridge iniziò a cadere in un inesorabile declino: sussistevano infatti numerosi problemi strutturali, a causa dei quali la struttura iniziò a deformarsi in maniera allarmante. Il ponte di Labelye venne quindi demolito; sul suo sito ne venne costruito un altro, su progetto di Thomas Page (e la coadiuvazione di Charles Barry), che venne aperto al pubblico il 24 maggio 1862.
Nel 2017 il ponte fu teatro di un attacco terroristico, in cui ci furono 5 vittime tra cui l'attentatore, legato al gruppo islamista jihadista, ISIS o Stato Islamico.

## Descrizione
Il ponte, in stile neogotico, riprende l'architettura del contiguo palazzo di Westminster. La struttura, lunga 250 m e larga 26 m, poggia su sette arcate, delle quali la centrale è larga circa 40 metri.
Le arcate, di forma semiellittica, poggiano su degli eleganti frangicorrenti; sopra di essi vi sono dei pilastri semiottagonali, supportati da plinti modellati e capitelli su cui poggiano i lampioni. I materiali più utilizzati sono il granito grigio (usato per i pilastri), la ghisa - con cui è stato realizzato il parapetto, ornato da fori trilobati - e la pietra di Portland, parzialmente recuperata dal ponte precedente prima che questo venisse distrutto.
Il ponte è decorato con stemmi araldici, della regina Vittoria, del suo sposo Alberto di Sassonia-Coburgo-Gotha, e del III visconte Palmerston, primo ministro del Regno Unito al tempo dell'apertura del ponte attuale.

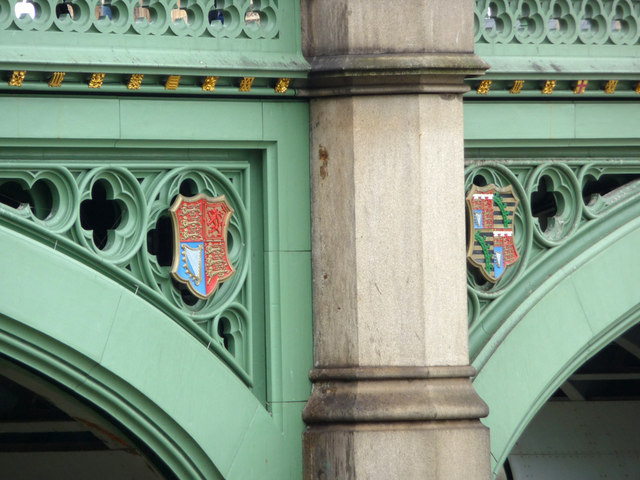
Gli stemmi della regina Vittoria e del principe Alberto sul ponte
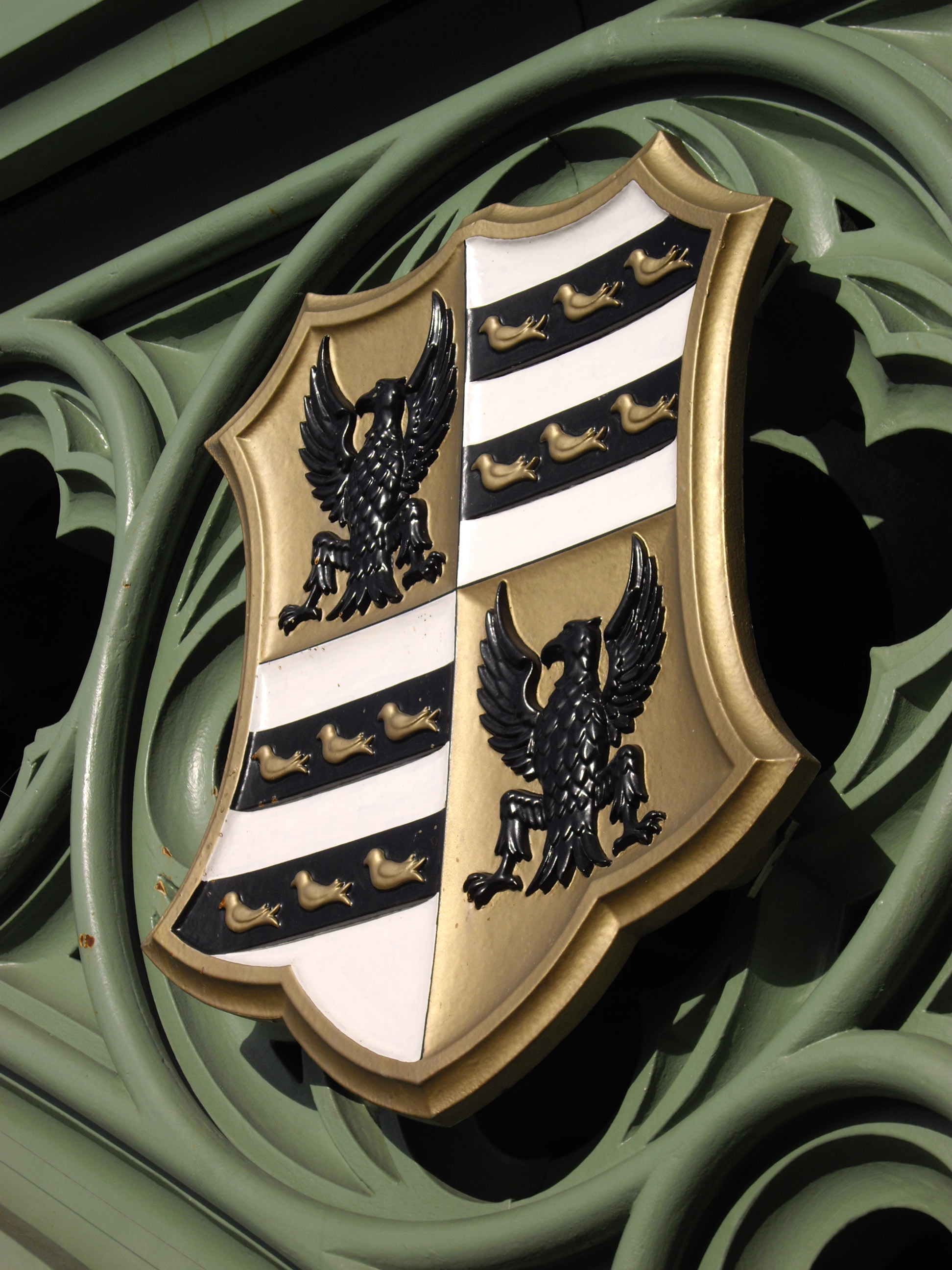
Lo stemma del visconte Palmerston sul ponte